# Baia Ozerko
La baia Ozerko (in russo бухта Озерко?, buchta Ozerko) è un'insenatura lungo la costa settentrionale russa, nell'oblast' di Murmansk, amministrata dal Pečengskij rajon. È situata nella parte sud-occidentale del mare di Barents.

## Geografia
La baia si apre verso sud, come ramificazione del golfo Bol'šaja Motka, che a sua volta è parte del più vasto golfo Motovskij. Ha una forma ovale, chiusa tra la penisola Rybačij (полуостров Рыбачий) a est, la penisola Srednij (полуостров Средний) a ovest e l'istmo che le unisce a nord. L'ingresso si trova tra capo Litke (мыс Литке) a ovest e capo Lapin (мыс Лапина) a est. Ha una lunghezza di circa 3,7 km e una larghezza massima di 2,1 km al centro. La profondità massima è di 24 m.
Nel golfo sfociano alcuni torrenti: il Korabel'nyj (ручей Корабельный) da ovest, il Lonskij (ручей Лонский) e la Morozova (ручей Морозова) da est, più altri brevi corsi d'acqua.
Le coste sono principalmente basse e si innalzano più all'interno; su un promontorio nella parte occidentale, capo Vestnika (мыс Вестника), raggiungono l'altezza di 26 m. Le acque lungo le rive sono disseminate di banchi sabbiosi.
Sul lato orientale si trova il villaggio abbandonato di Bol'šoe Ozerko (Большое Озерко) con altre sue frazioni sparse lungo il resto della costa.